# Mecz lekkoatletyczny Polska – Szwajcaria 1970
Mecz lekkoatletyczny Polska – Szwajcaria – zawody lekkoatletyczne rozegrane pomiędzy reprezentacjami narodowymi Polski oraz Szwajcarii. Mecz odbył się 22 i 23 sierpnia 1970 roku na nieistniejącym obecnie stadionie leśnym w Olsztynie. Była to trzecia w historii potyczka pomiędzy tymi drużynami. Mecz zakończył się zwycięstwem męskiej reprezentacji Polski 117 do 91.

## Rezultaty

### Mężczyźni

#### Bieg na 100 metrów
| Pozycja | Zawodnik         | Wynik |
| ------- | ---------------- | ----- |
| 1       | Stanisław Wagner | 10,5  |
| 2       | Hans Brunner     | 10,5  |
| 3       | Philippe Clerc   | 10,6  |
| 4       | Tadeusz Cuch     | 10,6  |

#### Bieg na 200 metrów
| Pozycja | Zawodnik         | Wynik |
| ------- | ---------------- | ----- |
| 1       | Philippe Clerc   | 21,2  |
| 2       | Stanisław Wagner | 21,4  |
| 3       | Gerard Gramse    | 21,6  |
| 4       | Josef Calwetti   | 21,9  |

#### Bieg na 400 metrów
| Pozycja | Zawodnik           | Wynik |
| ------- | ------------------ | ----- |
| 1       | Waldemar Korycki   | 47,2  |
| 2       | Hansjorg Heiner    | 47,8  |
| 3       | Krzysztof Miros    | 48,0  |
| 4       | Johannes Hauswirth | 48,8  |

#### Bieg na 800 metrów
| Pozycja | Zawodnik                 | Wynik           |
| ------- | ------------------------ | --------------- |
| 1       | Hansrudigger Mumenthaler | 1:51.2          |
| 2       | Zenon Szordykowski       | 1:52.1          |
| 3       | Giampiero Pelli          | 1:52.8          |
| 4       | Krzysztof Linkowski      | dyskwalifikacja |

#### Bieg na 1500 metrów
| Pozycja | Zawodnik           | Wynik  |
| ------- | ------------------ | ------ |
| 1       | Eryk Żelazny       | 3:47.0 |
| 2       | Henryk Główczewski | 3:47.7 |
| 3       | Max Grutter        | 3:48.2 |
| 4       | Hans Lang          | 3:54.2 |

#### Bieg na 5000 metrów
| Pozycja | Zawodnik          | Wynik   |
| ------- | ----------------- | ------- |
| 1       | Anton Zimmerman   | 14:06.6 |
| 2       | Kazimierz Podolak | 14:25.2 |
| 3       | Josef Wirht       | 14:26.8 |
| 4       | Józef Rębacz      | 14:28.8 |

#### Bieg na 10000 metrów
| Pozycja | Zawodnik          | Wynik        |
| ------- | ----------------- | ------------ |
| 1       | Edward Stawiarz   | 29:53.6      |
| 2       | Ireneusz Dalecki  | 30:01.4      |
| 3       | Albrecht Moser    | 30:05.6      |
| 4       | Werner Dosseegger | nie ukończył |

#### Bieg na 110 metrów przez płotki
| Pozycja | Zawodnik           | Wynik |
| ------- | ------------------ | ----- |
| 1       | Marek Jóźwik       | 14,2  |
| 2       | Alex Ringli        | 14,4  |
| 3       | Firenzo Marchesi   | 14,6  |
| 4       | Mirosław Majchrzak | 14,7  |

#### Bieg na 400 metrów przez płotki
| Pozycja | Zawodnik          | Wynik |
| ------- | ----------------- | ----- |
| 1       | Hansjörg Wirz     | 51,1  |
| 2       | Zdzisław Serafin  | 51,2  |
| 3       | Tadeusz Kulczycki | 51,7  |
| 4       | Heinz Hofer       | 52,4  |

#### Bieg na 3000 metrów z przeszkodami
| Pozycja | Zawodnik          | Wynik  |
| ------- | ----------------- | ------ |
| 1       | Anton Feldmann    | 8:42.6 |
| 2       | Jan Kondzior      | 8:45.0 |
| 3       | Tadeusz Zieliński | 8:45.0 |
| 4       | Georg Kaiser      | 8:46.0 |

#### Skok wzwyż
| Pozycja | Zawodnik             | Wynik |
| ------- | -------------------- | ----- |
| 1       | Wojciech Gołębiowski | 2,09  |
| 2       | Thomas Wieser        | 2,06  |
| 3       | Ryszard Pawlec       | 2,03  |
| 4       | Urs Bernhard         | 1,93  |

#### Skok o tyczce
| Pozycja | Zawodnik           | Wynik |
| ------- | ------------------ | ----- |
| 1       | Zygmunt Dobrosz    | 4,60  |
| 2       | Heinz Wyss         | 4,60  |
| 3       | Peter Wittmer      | 4,60  |
| 4       | Edward Kozakiewicz | 4,60  |

#### Skok w dal
| Pozycja | Zawodnik        | Wynik |
| ------- | --------------- | ----- |
| 1       | Zdzisław Kokot  | 7,53  |
| 2       | Jan Kobuszewski | 7,52  |
| 3       | Ernst Zullig    | 7,34  |
| 4       | Rolf Bernhard   | 7,24  |

#### Trójskok
| Pozycja | Zawodnik        | Wynik |
| ------- | --------------- | ----- |
| 1       | Józef Szmidt    | 15,79 |
| 2       | Andrzej Lasocki | 15,78 |
| 3       | Marco Lardi     | 15,06 |
| 4       | Heinz Born      | 15,02 |

#### Pchnięcie kulą
| Pozycja | Zawodnik          | Wynik |
| ------- | ----------------- | ----- |
| 1       | Edy Hubacher      | 19,34 |
| 2       | Tadeusz Sadza     | 19,06 |
| 3       | Edmund Antczak    | 19,00 |
| 4       | Jean Pierre Egger | 16,22 |

#### Rzut dyskiem
| Pozycja | Zawodnik             | Wynik |
| ------- | -------------------- | ----- |
| 1       | Zbigniew Gryżboń     | 56,76 |
| 2       | Stanisław Skowroński | 55,06 |
| 3       | Edy Hubacher         | 54,04 |
| 4       | Paul Frauchinger     | 52,70 |

#### Rzut młotem
| Pozycja | Zawodnik              | Wynik |
| ------- | --------------------- | ----- |
| 1       | Stanisław Lubiejewski | 67,22 |
| 2       | Szymon Jagliński      | 62,30 |
| 3       | Hugo Ruthenbuhler     | 60.42 |
| 4       | Tamas Toth            | 55,38 |

#### Rzut oszczepem
| Pozycja | Zawodnik            | Wynik |
| ------- | ------------------- | ----- |
| 1       | Urs von Wartburg    | 77,98 |
| 2       | Zygmunt Jałoszyński | 77,76 |
| 3       | Wiesław Sierański   | 75,86 |
| 4       | Rolf Ehrbahr        | 66,94 |

#### Sztafeta 4x100 metrów
| Pozycja | Zawodnik                                                                   | Wynik           |
| ------- | -------------------------------------------------------------------------- | --------------- |
| 1       | Szwajcaria · Rudolf Oegerli · Hans Brunner · Peter Holzer · Philippe Clerc | 41,9            |
| 2       | Polska · Stanisław Wagner · Tadeusz Cuch · Gerard Gramse · Zenon Nowosz    | dyskwalifikacja |

#### Sztafeta 4x400 metrów
| Pozycja | Zawodnik                                                                                           | Wynik  |
| ------- | -------------------------------------------------------------------------------------------------- | ------ |
| 1       | Polska · Lech Chludziński · Krzysztof Miros · Henryk Dąbrowski · Waldemar Korycki                  | 3:10.1 |
| 2       | Szwajcaria · Hansjorg Beiner · Hansrudigger Mumenthaler · Johannes Hauswirth · Hanrudigger Wiedmer | 3:10.6 |